# (216) Kleopatra
(216) Kleopatra ist einer der größten Asteroiden des Asteroiden-Hauptgürtels. Mit einem mittleren Durchmesser von 122 km gehört Kleopatra zu den größeren Asteroiden des Hauptgürtels. Kleopatra hat zwei Monde: Alexhelios und Cleoselene mit Durchmessern von etwa 9 bzw. 7 km.

## Entdeckung und Benennung
Kleopatra wurde am 10. April 1880 vom österreichischen Astronomen Johann Palisa am Pula Observatorium in Pula, Kroatien entdeckt.
Benannt wurde der Himmelskörper nach der altägyptischen Herrscherin Kleopatra, der letzten Königin im Alten Ägypten.
Insgesamt wurde der Asteroid durch mehrere erdbasierte Teleskope beobachtet, insgesamt bisher 2729 Mal innerhalb von 137 Jahren. (Stand Sept. 2017)

## Bahneigenschaften

### Umlaufbahn
Kleopatra umkreist die Sonne auf einer prograden, elliptischen Umlaufbahn zwischen 313.110.000 km (2,09 AE) und 522.730.000 km (3,49 AE) Abstand zu deren Zentrum. Die Bahnexzentrizität beträgt 0,251, die Bahn ist 13,1° gegenüber der Ekliptik geneigt. Ihre Bahn liegt demnach im mittleren Asteroidengürtel.
Die Umlaufzeit von Kleopatra beträgt 4,67 Jahre.

### Rotation
Kleopatra rotiert in 5 Stunden, 23 Minuten 7 Sekunden einmal um ihre Achse. Daraus ergibt sich, dass der Asteroid in einem Kleopatra-Jahr 7.600,8 Eigendrehungen („Tage“) vollführt.

## Physikalische Eigenschaften

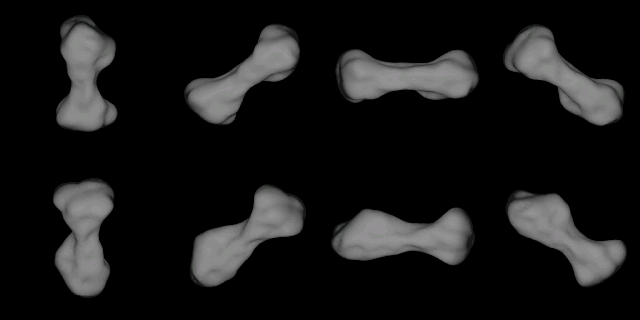
Radarastronomische Aufnahmen aus verschiedenen Blickwinkeln

### Größe und Form
Die genaueste Durchmesserbestimmung (Geometrisches Mittel) liegt bei 121,55 km. Kleopatra hat eine ungewöhnliche Form; sie ist ein sogenannter „contact binary“. Hinsichtlich der genauen Dimensionen liegt der präziseste Wert bei 219,04 × 93,64 × 83,76 km, Kleopatra ist also weit mehr als doppelt so lang wie breit. Der ursprüngliche Befund mit dem ESO-3,6-m-Teleskop in La Silla zeigte zwei getrennte, ähnlich große Körper, wie das etwa bei (90) Antiope/S/2000 (90) 1 der Fall ist. Radarbeobachtungen am Arecibo-Observatorium auf Puerto Rico haben jedoch ergeben, dass Kleopatra stattdessen ein unregelmäßiger Himmelskörper mit zwei verbundenen Komponenten ist, dessen längliche Form an einen Hundeknochen erinnert. Wenn sich Kleopatra allerdings noch schneller drehen würde, würden sich die beiden Komponenten voneinander trennen und ein echtes Doppelsystem formen.
Ausgehend von einem mittleren Durchmesser von 121,6 km ergibt sich eine Oberfläche von 46.400 km2, was etwas über der Fläche Estlands liegt.
| Jahr | Abmessungen km         | Quelle                   |
| ---- | ---------------------- | ------------------------ |
| 2000 | 217 × 94 × 81 ± 25     | Ostro et al.             |
| 2001 | 124                    | Yeoman (JPL)             |
| 2004 | 135,07 ± 2,10          | Tedesco (IRAS) et al.    |
| 2006 | 104,30                 | Shevchenko (IRAS) et al. |
| 2011 | 121,55 ± 1,60          | Usui et al.              |
| 2011 | 138,00 ± 19,37         | Mainzer et al.           |
| 2012 | 137,794                | Pravec et al.            |
| 2012 | 102,93 ± 3,81          | Masiero et al.           |
| 2016 | 219,04 × 93,64 × 83,76 | Yu                       |

Die präziseste Bestimmung ist fett markiert.

### Innerer Aufbau
Aufgrund der starken Reflexion der Radiowellen wird geschlossen, dass es sich bei Kleopatra um einen differenzierten Asteroiden mit einem Eisen-Nickel-Kern, einem silikatischen Mantel und einer silikatischen Kruste handelt. Die äußere Oberfläche ist möglicherweise aus dem Mineral Enstatit aufgebaut, einem Material, aus dem auch eine Gruppe von Steinmeteoriten (Enstatit-Chondrit) besteht.
Kleopatra gehört zu den M-Typ-Asteroiden (nach anderer Einordnung: Xe) mit einer Albedo von 0,116. Die Dichte beträgt 3,6 g/cm3 und ist für einen metallischen Asteroiden ungewöhnlich niedrig; diese müsste eigentlich eher zwischen 5 und 7 g/cm3 liegen. Berechnungen des Radar-Albedos und die Umlaufbahnen der Monde zeigen, dass es sich nicht um einen kompakten Körper handelt, sondern wahrscheinlich ein Rubble Pile ist, eine Ansammlung von Metallen, Staub und Gesteinen, die von Hohlräumen durchsetzt ist. Die Porosität wird auf 30–50 % geschätzt.
Berechnungen zufolge ist es wahrscheinlich, dass sich der Asteroid aus Schutt einer vorangegangenen Kollision formiert hat, die noch vor der Bildung der Monde vor vielleicht 100 Millionen Jahren stattfand. Demnach hätte die dadurch erhöhte Rotationsgeschwindigkeit den Asteroiden in die Länge gezogen und den ersten Mond Alexhelios weggelöst. Cleoselene hat sich danach wesentlich später, erst vor etwa 10 Millionen Jahren von Kleopatra getrennt.
Die Masse ließ sich anhand der Dichte von 3,6 g/cm³ und durch die Entdeckung der beiden Monde bislang auf 4,6 ∙ 1018 berechnen.
Die mittlere Oberflächentemperatur beträgt rund 166 K (−107 °C).

## Das Kleopatra-Dreifachsystem
Bereits 1993 wurde bei Kleopatra erfolglos nach Begleitern gesucht. Am 19. September 2008 wurden dann unter Verwendung adaptiver Optik mit dem Keck-Teleskop II schließlich zwei kleine Monde entdeckt. Diese wurden im Februar nach den beiden Kindern der Kleopatra und des Marcus Antonius, Alexander Helios und Kleopatra Selene, benannt: Alexhelios und Cleoselene.
Der zunächst als S/2008 (216) 1 bezeichnete erste Mond Alexhelios hat einen Durchmesser von rund 9 km und umkreist Kleopatra in einem Abstand von 678 km in 2,32 Tagen.
Kurz nach Alexhelios konnte gleichentags mit Cleoselene noch ein weiterer Begleiter identifiziert werden, der zunächst die Bezeichnung S/2008 (216) 2 erhielt. Cleoselene umläuft Kleopatra innerhalb der Bahn des äußeren Alexhelios und ist rund 7 km groß; er bewegt sich im Abstand von 454 km in 1,24 Tagen um den Asteroiden.
Kleopatra ist nach (87) Sylvia, (45) Eugenia und (3749) Balam das vierte entdeckte Asteroiden-Mehrfachsystem im Hauptgürtel. Von den Zwergplaneten Pluto und Haumea – die ebenfalls eine Asteroiden-Nummer besitzen – abgesehen, ist es insgesamt nach Sylvia, Eugenia, (47171) Lempo, (153591) 2001 SN263 und Balam das sechste bekannte Asteroiden-Mehrfachsystem im Sonnensystem.
Das Kleopatra-System in der Übersicht:
| Komponenten               | Physikalische Parameter | Physikalische Parameter | Physikalische Parameter | Bahnparameter        | Bahnparameter  | Bahnparameter | Bahnparameter                  | Entdeckung                              |
| Name                      | Durch- messer (km)      | Relativ- größe %        | Masse (kg)              | Große Halbachse (km) | Umlaufzeit (d) | Exzentrizität | Inklination gegenüber Ekliptik | Datum Entdeckung Datum Veröffentlichung |
| ------------------------- | ----------------------- | ----------------------- | ----------------------- | -------------------- | -------------- | ------------- | ------------------------------ | --------------------------------------- |
| (216) Kleopatra           | 121,6                   | 100,00                  | 4,6 · 1018              | —                    | —              | —             | —                              | 10. April 1880 1880                     |
| Cleoselene (Kleopatra II) | 6,9                     | 5,7                     | ?                       | 454                  | 1,24           | 0,00          | 49,0                           | 19. September 2008 24. September 2008   |
| Alexhelios (Kleopatra I)  | 8,9                     | 7,3                     | ?                       | 678                  | 2,32           | 0,00          | 51,0                           | 19. September 2008 24. September 2008   |